# Пейдж, Джин
Юджин Эдгар Пейдж-младший (англ. Eugene Edgar Page Jr.; 13 сентября 1939, Лос-Анджелес, Калифорния — 24 августа 1998, Уэствуд, Калифорния) — американский дирижёр, композитор, аранжировщик и музыкальный продюсер, наиболее активно работавший с середины 1960-х до середины 1980-х годов.
В разные годы делал аранжировки для Jefferson Starship, The Righteous Brothers, The Supremes, The Four Tops, Барбры Стрейзанд, Джонни Мэтиса, Нэнси Уилсон, Martha and the Vandellas, Шер, Барри Уайта, Дайон Уорвик, Ареты Франклин, Уитни Хьюстон, Джорджа Бенсона, The Jackson 5, Роберты Флэк, Элтона Джона («Philadelphia Freedom»), Лео Сейера, Марвина Гэя, The Temptations, Фрэнки Валли, Хелен Редди и Лайонела Ричи и многих других исполнителей популярной музыки.
Кроме того, он выпустил четыре сольных альбома и написал музыку к нескольким фильмам, в том числе «Брюстер Макклауд» и «Забавные приключения Дика и Джейн». В 1972 году создал музыку к блэксплотейшну «Блакула».
Джин Пейдж был братом музыканта, автора песен и продюсера Билли Пейджа. 
Умер после продолжительной болезни, вызванной тяжёлой формой алкоголизма, в Медицинском центре Калифорнийского университета в Лос-Анджелесе в Вествуде, Лос-Анджелес 24 августа 1998 года в возрасте 58 лет.

## Дискография
Студийные альбомы
- 1974 — Hot City
- 1976 — Lovelock!
- 1978 — Close Encounters
- 1980 — Love Starts After Dark